# Susanne Cramer
Pour les articles homonymes, voir Cramer.
Susanne Cramer (née le 3 décembre 1936 à Francfort-sur-le-Main, morte le 7 janvier 1969 à Hollywood) est une actrice allemande.

## Biographie
La fille d'un avocat est élève d'une école de théâtre à Francfort et est découverte pour le film alors qu'elle n'a pas encore 19 ans.
À 20 ans, Cramer épouse l'acteur de 37 ans Hermann Nehlsen, qui d'abord la soutient dans ses ambitions cinématographiques. Le mariage échoue, l'actrice avoue une relation avec Claus Biederstaedt, qu'elle avait rencontré en 1956 lors du tournage de Kleines Zelt und große Liebe. Cette relation échoue aussi, Biederstaedt épousera très peu de temps après Ingrid Peter, une actrice avec qui il était fiancé lors de sa rencontre avec Cramer. En février 1958, le Frankfurter Abendpost rapporte une tentative de suicide de l'actrice, qu'elle nie. Elle revient grâce à l'actrice Lilli Palmer
Cramer a d'abord deux petits rôles dans des films allemand, jusqu'à ce qu'elle reçoive des rôles principaux dans Le Pantalon volé et dans Kleines Zelt und große Liebe. Dans les années 1957 et 1958, elle joue dans dix films.
En 1958, elle épouse l'acteur Helmuth Lohner. Le divorce vient après cinq mois ; cependant, ils se marient une seconde fois par la suite. Leur fille Konstanze Lohner, qui travaille aujourd'hui comme enseignante en Allemagne, est issue de ce lien. Ce deuxième mariage se finit aussi par un divorce peu de temps après, car il a noué une relation avec Karin Baal. Cramer épouse l'acteur américain Kevin Hagen, avec qui elle vit jusqu'à sa mort.
Lorsqu'elle veut rendre visite à sa collègue actrice et amie Renate Ewert à Munich fin 1966, elle la trouve allongée dans l'appartement, déjà morte depuis plusieurs jours. Elle est très marquée par cette expérience.
Après avoir déménagé à Hollywood, Susanne Cramer apparaît dans des séries télévisées. Mais elle tient aussi dans des seconds rôles aux côtés de Marlon Brando et James Stewart dans des longs métrages.
Fin 1968, elle tente de se suicider avec des barbituriques, mais est sauvée. Elle tombe aussi malade de la grippe de Hong Kong, qui sévit aux États-Unis, et meurt dans une clinique privée à seulement 32 ans, officiellement d'une pneumonie. Il y a de nombreuses rumeurs sur sa mort, allant du suicide à la faute professionnelle médicale. Sa tombe se trouve au Forest Lawn Memorial Park (Hollywood Hills).

## Filmographie

### Cinéma
- 1956 : Waldwinter
- 1956 : Le Pantalon volé
- 1956 : Les Assassins du dimanche
- 1956 : Kleines Zelt und große Liebe (de)
- 1956 : Là-bas dans la bruyère (de)
- 1957 : Cœurs dans la tourmente (de)
- 1957 : Kindermädchen für Papa gesucht (de)
- 1957 : Le bonheur est dans la rue
- 1957 : Veuf avec cinq filles (de)
- 1957 : Der kühne Schwimmer
- 1957 : Vacances à Ischia
- 1958 : Voyage en Italie, amour inclus
- 1958 : L'Étau
- 1958 : Der lachende Vagabund (de)
- 1958 : Schwarze Nylons – Heiße Nächte (de)
- 1959 : Nick Knattertons Abenteuer (de)
- 1960 : Yo quiero vivir contigo (es)
- 1960 : Mal drunter – mal drüber (de)
- 1961 : Trois Hommes dans un bateau (de)
- 1961 : Unter Ausschluß der Öffentlichkeit
- 1964 : Les Séducteurs
- 1965 : Chère Brigitte

Téléfilms
- 1962 : Nie hab ich nie gesagt (de)
- 1964 : Anzeige gegen Unbekannt

### Séries télévisées
- 1963 : The Dakotas - Trial at Grand Forks
- 1963 : Temple Houston - Seventy Times Seven
- 1964 : The Rogues (2 épisodes)
- 1964–1965 : L'Homme à la Rolls  (2 épisodes)
- 1964–1965 : Perry Mason (2 épisodes)
- 1964–1967 : Des agents très spéciaux (2 épisodes)
- 1965 : Bonanza – Dead and Gone
- 1965 : Haute tension
- 1965 : Mon Martien favori (1 épisode)
- 1965 : Max la Menace (1 épisode)
- 1966 : Blue Light (1 épisode)
- 1966 : The John Forsythe Show (1 épisode)
- 1966 : Papa Schultz (1 épisode)
- 1966 : Jericho (1 épisode)
- 1966 : Annie, agent très spécial (1 épisode)
- 1966 : T.H.E. Cat (1 épisode)
- 1967 : Occasional Wife (1 épisode)
- 1967 : Mr. Terrific (1 épisode)
- 1967 : L'Homme de fer (1 épisode)
- 1967 : Commando du désert (1 épisode)
- 1968 : Les Aventuriers du Far West (1 épisode)
- 1969 : The Guns of Will Sonnett (1 épisode)